# Idioctis helva
Espèce
Idioctis helva est une espèce d'araignées mygalomorphes de la famille des Barychelidae.

## Distribution
Cette espèce est endémique des Fidji. Elle se rencontre sur Ovalau.

## Description
La femelle décrite par Raven en 1988 mesure 12,8 mm.

## Publication originale
- L. Koch, 1874 : Die Arachniden Australiens. Nürnberg, vol. 1, p. 473-576 (texte intégral).